# Quisqueya (miasto)
Quisqueya – miasto w Dominikanie, w prowincji San Pedro de Macorís.